# Liptena
Liptena là một chi bướm ngày thuộc họ Lycaenidae.